# Gare de La Sarraz
La gare de La Sarraz est une gare ferroviaire située sur le territoire de la commune suisse de La Sarraz dans le canton de Vaud.

## Situation ferroviaire
Établie à 484,93 mètres d'altitude, la gare de La Sarraz est située au point kilométrique 22,75 de la ligne de Cossonay-Penthalaz à Vallorbe, entre les gares de Cossonay-Penthalaz (en direction de Lausanne) et Arnex (vers Vallorbe).
Elle est dotée de deux voies bordées par deux quais latéraux.

## Histoire

### Construction de la gare

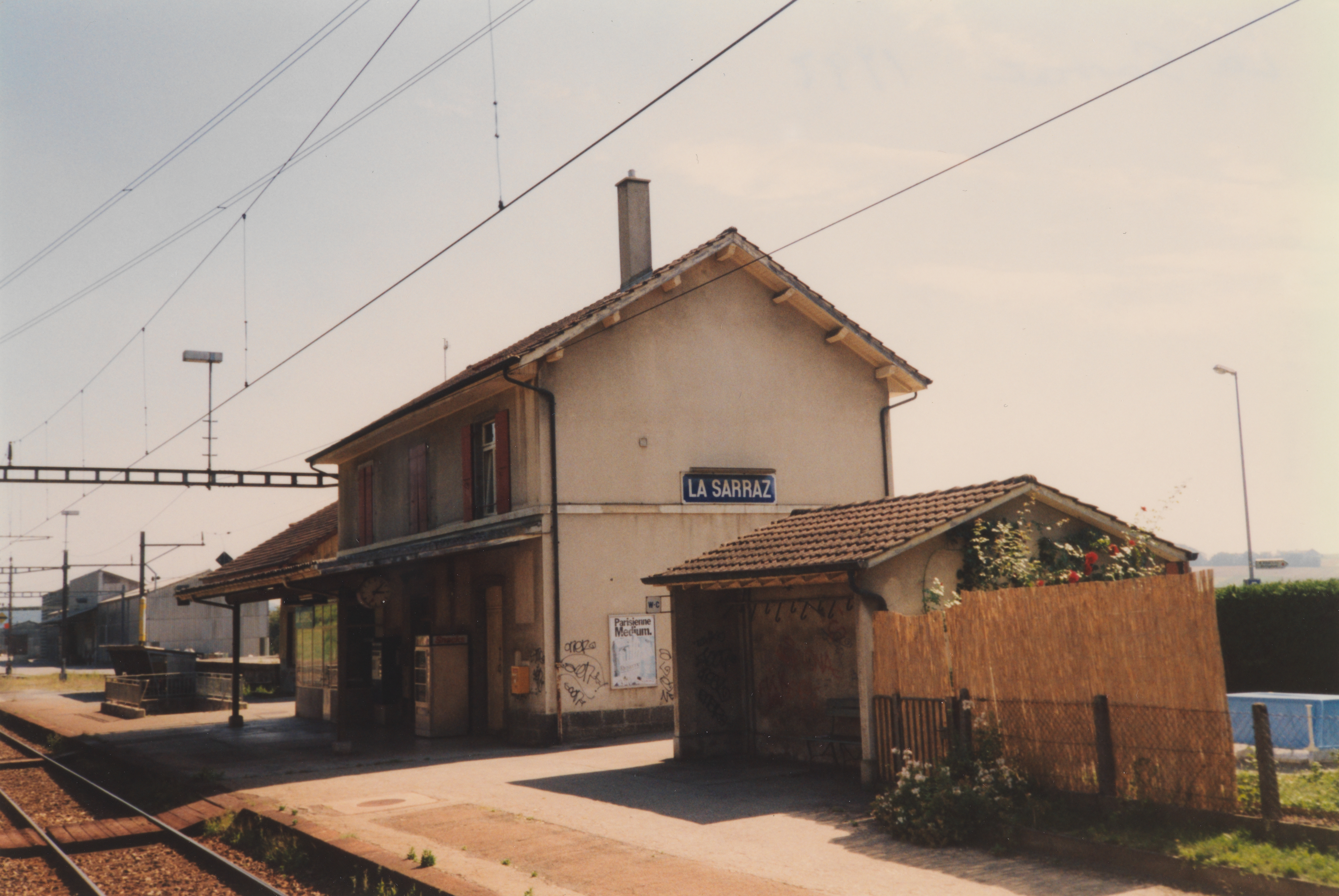
La gare en 1997.

La gare de La Sarraz a été mise en service en 1870 en même temps que l'inauguration de la ligne de Cossonay-Penthalaz à Vallorbe. Le bâtiment voyageurs date quant à lui de 1896 et les locaux de service de 1954. Parmi les bâtiments voyageurs d'origine de la ligne, celui de La Sarraz est celui qui a été le moins remanié. Il a été conçu dans le style d'une maison d'habitation de deux étages non mansardés avec murs de soubassement en maçonnerie. Le rez-de-chaussée est composé d'une salle d'attente traversant le bâtiment, accessible depuis la rue comme les quais, ainsi que d'un bureau de gare. L'étage est un appartement composé de trois à quatre pièces dont deux ou trois ne sont accessibles que par la cuisine.

### Modernisation
Des travaux de modernisation de la gare ont été entamés le 1er mars 2021 et ont duré jusqu'en décembre 2022. Pour un montant de 11,7 millions de Franc suissefrancs suisses], la gare a été rendue accessible aux personnes à mobilité réduite en rehaussant les deux quais à une hauteur de 55 centimètres. En outre, le confort des voyageurs a été amélioré par l'allongement du quai no 1 en direction de Lausanne avec la construction d'un nouvel abri tandis que, sur le quai no 2, l'abri existant sera renouvelé et une marquise y a été adjointe. Afin de permettre l'augmentation de la fréquence des trains sur l'axe reliant Lausanne à Vallorbe à la demi-heure, la signalisation ferroviaire a été modernisée de Daillens à Vallorbe, complétée par la construction de trois bâtiments de service dont un à La Sarraz construit sur un terrain qui appartenait au parc relais de la gare,,,. De plus, les sections de Daillens à Vallorbe de la ligne Cossonay – Vallorbe et du Day au Pont de la ligne Vallorbe – Le Brassus seront équipées d'une signalisation ferroviaire numérique. Le tronçon de Daillens à Vallorbe sera même banalisé. L'ensemble des travaux a un coût estimé à 53 millions de francs suisses,.
En parallèle, le prolongement du RER Vaud dans la vallée de Joux a été mis en service le 7 août 2022.

## Service des voyageurs

### Accueil
Gare des CFF, elle dispose d'un bâtiment voyageurs, d'un abri sur chaque quai et d'un automate pour l'achat de titres de transport. Un passage souterrain sous les voies permet de circuler entre les deux quais.
À proximité directe de la gare se situe également un parc relais dédié au stationnement des automobiles.
La gare est accessible aux personnes à mobilité réduite.

### Desserte
La gare fait partie du réseau RER Vaud qui assure des liaisons rapides à fréquence élevée dans l'ensemble du canton de Vaud. La Sarraz est desservie chaque heure par les lignes R3 et R4 qui relient Vallorbe et/ou Le Brassus (pour la ligne R4) à Aigle, voire Saint-Maurice.

### Intermodalité
La gare de La Sarraz est en correspondance à l'arrêt La Sarraz, gare avec la ligne interurbaine no 760 des MBC qui relie le collège Guébettes de La Sarraz à Cossonay (et certaines heures, prolongée jusqu'à la gare de Cossonay-Penthalaz) ainsi que la ligne 765 exploitée par CarPostal reliant la gare d'Eclépens à l'hôpital de Saint-Loup.